# Neohydatothrips albus
Neohydatothrips albus är en insektsart som först beskrevs av Jones 1912.  Neohydatothrips albus ingår i släktet Neohydatothrips och familjen smaltripsar. Inga underarter finns listade i Catalogue of Life.